# Альбрехт III из Штернберка
Альбрехт III из Штернберка (чеш. Albrecht III. ze Šternberka; 1331/1333 — 14 января 1380 году) — средневековый чешско-моравский аристократ, церковный и государственный деятель из моравской ветви панского рода Штернберков, дипломат, один из ближайших советников короля Карела Люксембургского. Князь-епископ Шверинский (1356—1364), архиепископ Магдебургский (1368—1371), епископ Литомишльский (1364—1368, 1371—1380).

## Происхождение и молодые годы
Альбрехт из Штернберка родился между 1331 и 1333 годами (по другим данным, около 1320 или 1322 года) вторым сыном моравского пана Штепана из Штернберка. О матери Альбрехта достоверных сведений не сохранилось, однако из сохранившихся источников можно сделать вывод, что она происходила из южночешского рода панов из Рожмберка. Не будучи старшим сыном в семье, Альбрехт избрал духовную карьеру и после обучения в Парижском и Болонском университетах вернулся в Моравию и стал каноником Оломоуцкого капитула, а в 1352 году занял должность декана этого капитула.

## Духовная и придворная карьера
Благодаря тому, что отец Альбрехта занимал видное положении при королевском дворе, в 1356 году по протекции короля Карла Люксембургского, одновременно занимавшего престол императора Священной Римской империи, Альбрехт из Штернберка получил сан князя-епископа Шверинского в Северной Германии. Это назначение стало определяющим для успешного начала не только духовной, но и придворной карьеры Альбрехта, обеспечив ему видное место при императорском дворе Карла Люксембургского, где пан из Штернберка очень скоро стал одним из ближайших советников императора. Шверинскую епархию Альбрехт лично так и не посетил, поскольку постоянно находился при дворе или по поручению императора выполнял различные дипломатические миссии. Начиная с 1358 года по сохранившимся документам можно проследить его политическую и дипломатическую деятельность, осуществляемую совместно с главными советниками Карла Люксембургского архиепископом Арноштом из Пардубиц, канцлером Яном из Стршеды и архиепископом Яном Очко из Влашима в Праге, Брно, Нюрнберге, Майнце, Вроцлаве, Кракове и в Венгрии.
В 1364 году Альбрехт из Штернберка, опять же при содействии Карла Люксембургского, добился от папы Урбана V назначения на кафедру епархии Литомишля, учреждённой в 1344 году при повышении Пражского епископства до статуса архиепископства. Литомишльское епископство располагалось ближе к императорскому двору в Праге и к родовым владениям Штернберков. В следующем году Карл Люксембургский назначил Альбрехта своим доверенным советником (consiliario et devoto nostro) и вывел его из под судебной юрисдикции земских чиновников, подчинив исключительно архиепископу Пражскому. Во время сопровождения императора Карла IV в Рим Альбрехт из Штернберка в июле 1368 года получил сан архиепископа Магдебурского и примаса Священной Римской империи (епископом в Литомишль вместо него был посажен Петр Елито). Вскоре, однако, Альбрехт пожалел о своём повышении, поскольку был втянут в конфликт со своим капитулом и городом Магдебург, в связи с чем он начал переговоры с курией о возврате ему кафедры Литомишльского епископства либо о переводе его на кафедру епископства Оломоуцкого, которое располагалось по соседству с его родовыми владениями. Усилия Альбрехта увенчались успехом в 1371 году, когда Римская курия вернула ему сан епископа Литомишльского, а Петра Елито перевела на его прежнюю кафедру архиепископа Магдебургского.
Вернувшись в Литомишль, Альбрехт привёз из Магдебурга мощи Святого Викторина Амитернского, который вскоре был объявлен небесным патроном литомышльского собора и всего Литомишльского епископства. В 1376 году Альбрехт из Штернберка сопровождал императора Карла в его поездке из Чехии в Германию, целью которой было обеспечение избрания молодого принца Вацлава, сына Карла Люксембургского, римским королём. 10 июня того же года Вацлав был избран римским королём, что стало дипломатической победой и Альбрехта из Штернберка тоже. После этого дипломатическая карьера Альбрехта начала клониться к закату: в поездке императора во Францию в 1377—1378 годах Альбрехт из Штернберка уже не участвовал.
Управляя Литомишльской епархией, Альбрехт поддерживал развитие архитектуры и искусства, в самом Литомишле он возвёл новый епископский дворец, а недалеко от Тржка у Литомишля построил комфортабельный охотничий замок с большим заповедником. 24 декабря 1378 года рядом с этим заповедником епископ Альбрехт основал картезианский монастырь под названием «Куст Девы Марии» (Rubus Sanctae Mariae) и пожаловал ему богатые имения. Согласно учредительной грамоте епископа Альбрехта, в монастыре должны были проживать приор и двенадцать монахов по примеру Христа и двенадцати его учеников. Другой заслугой Альбрехта из Штернберка стало создание великолепных иллюминированных литургических книг Литомишля, изготовленных на средства епископа.
15 декабря 1378 года епископ Альбрехт вместе с другими высшими духовными и светскими сановниками королевства и империи участвовал в церемонии погребения умершего императора Карла Люксембургского в пражском соборе Святого Вита. Альбрехт ненадолго пережил своего друга и покровителя. Последний год своей жизни он должен был разбирать сложный конфликт между епископом Оломоуцким и капитулом, с одной стороны, и моравским маркграфом Йоштом Люксембургским и городом Оломоуц — с другой. 15 октября 1379 года римский папа своей буллой поручил епископу Альбрехту наказать виновников конфликта анафемой и интердиктом. Несмотря на то, что Альбрехт находился с маркграфом Йоштом в дружеских отношениях, 12 января 1380 года он предал Йошта и представителей Оломоуца анафеме и наложил интердикт на всю Моравию (эти наказания были отозваны в феврале того же года уже после смерти Альбрехта из Штернберка).

## Управление родовыми имениями

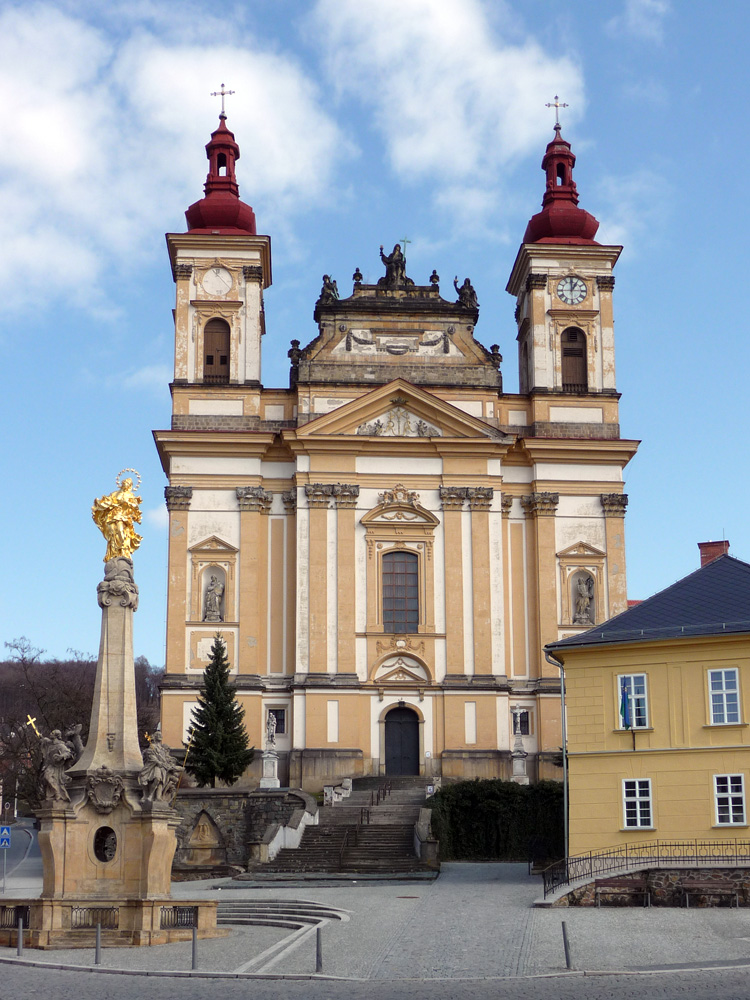
Монастырский костёл Благовещения Девы Марии в Штернберке, основанный в 1371 году (в XVIII веке перестроен в стиле барокко). Место захоронения Альбрехта III из Штернберка

Отец Альбрехта пан Штепан из Штернберка умер в 1357 году, а поскольку старший брат Альбрехта Петр к тому времени также уже умер, все владения моравской ветви Штернберков унаследовали Альбрехт и его младший брат Зденек, решившие совместно владеть и управлять отцовскими имениями. В 1358 году братья присоединили к своим владениям богатое Злинское панство, которое, однако, принесло им немало хлопот, поскольку сразу же возник земельный спор с местной общиной монахов-цистерцианцев, которые направили соответствующую жалобу папе в Авиньон. В 1360 году умер и младший брат Альбрехта Зденек, оставив наследником своего сына несовершеннолетнего Петра из Штернберка, который стал вместе с Альбрехтом совладельцем штернберкского моравского домена.
В середине 1360 года, не желая продолжать тяжбу с цистерцианцами, Альбрехт передал Злинское панство во владение своим злинским кузенам Алешу и Вилему из Штернберка (сыновьям его дяди Альбрехта Усовского из Штернберка), которые продолжили земельный спор с монахами и в 1363 году были отлучены от церкви. Тем не менее, Альбрехт продолжил прилагать усилия к урегулированию тяжбы с цистерцианцами и достиг в этом успеха к 1367 году. Согласно заключённому в замке Штернберк мировому соглашению, имущественные требования монахов в отношении спорных земель были признаны правомерными, однако земли эти были оставлены в пользовании кузенов епископа Альбрехта до конца их жизни.
В 1371 году архиепископ Альбрехт основал в своём родном Штернберке монастырь каноников-августинцев (учредительная грамота была подписана Альбрехтом 4 марта) при храме Благовещения Девы Марии. В следующем году Альбрехт заложил краеугольный камень на месте строительства монастыря, а его племянник Петр II из Штернберка согласился даровать новому монастырю земли из родовых владений Штернберков. Заботился епископ Альбрехт и о родовом замке Штернберк — по его указанию замковая капелла была расписана фресками в модном при императорском дворе стиле, а сам замок расширен за счёт строительства южного дворца.
Альбрехт III из Штернберка умер 14 января (по другим данным, 16 января) 1380 года в Тржке у Литомишля и был похоронен в монастырском костёле Благовещения Девы Марии в Штернберке. Поскольку у Альбрехта не было детей, все родовые владения моравской ветви Штернберков после его смерти унаследовал его племянник Петр II из Штернберка (ум. 1397).